# Massaria platani
Massaria platani är en svampart som beskrevs av Ces. 1861. Massaria platani ingår i släktet Massaria och familjen Massariaceae.   Inga underarter finns listade i Catalogue of Life.